# Josefina Samper Rojas
Josefina Samper Rojas   (Fondón, 8 de maig de 1927 - Madrid, 13 de febrer de 2018) va ser una política i sindicalista andalusa.
De família militant, va passar la infància a Oran i va afiliar-se a les Joventuts Socialistes Unificades amb només 12 anys i al PCE amb 14. Durant la seva joventut va formar part d'un grup de suport als presoners polítics on va conèixer el que seria el seu marit, el comunista Marcelino Camacho amb qui va compartir l'exili i posteriorment, després de l'indult d'aquest, el retorn a Espanya, on van seguir implicats en activitats clandestines.
Pionera del moviment feminista, va formar el Movimiento Democrático de Mujeres, dedicat a lluitar pels presos i els represaliats polítics durant el franquisme. També va participar en la fundació del sindicat Comissions Obreres. Durant la transició, després de l'indult als represaliats pel Procés 1.001, va sortir finalment de la clandestinitat i va continuar el seu activisme polític.
El 2016 va rebre la Medalla d'Andalusia. En el seu obituari, el PCE va destacar-la com un "exemple d'honradesa, dignitat i lluita pels interessos de la classe treballadora"